# Richelieu (film, 1914)

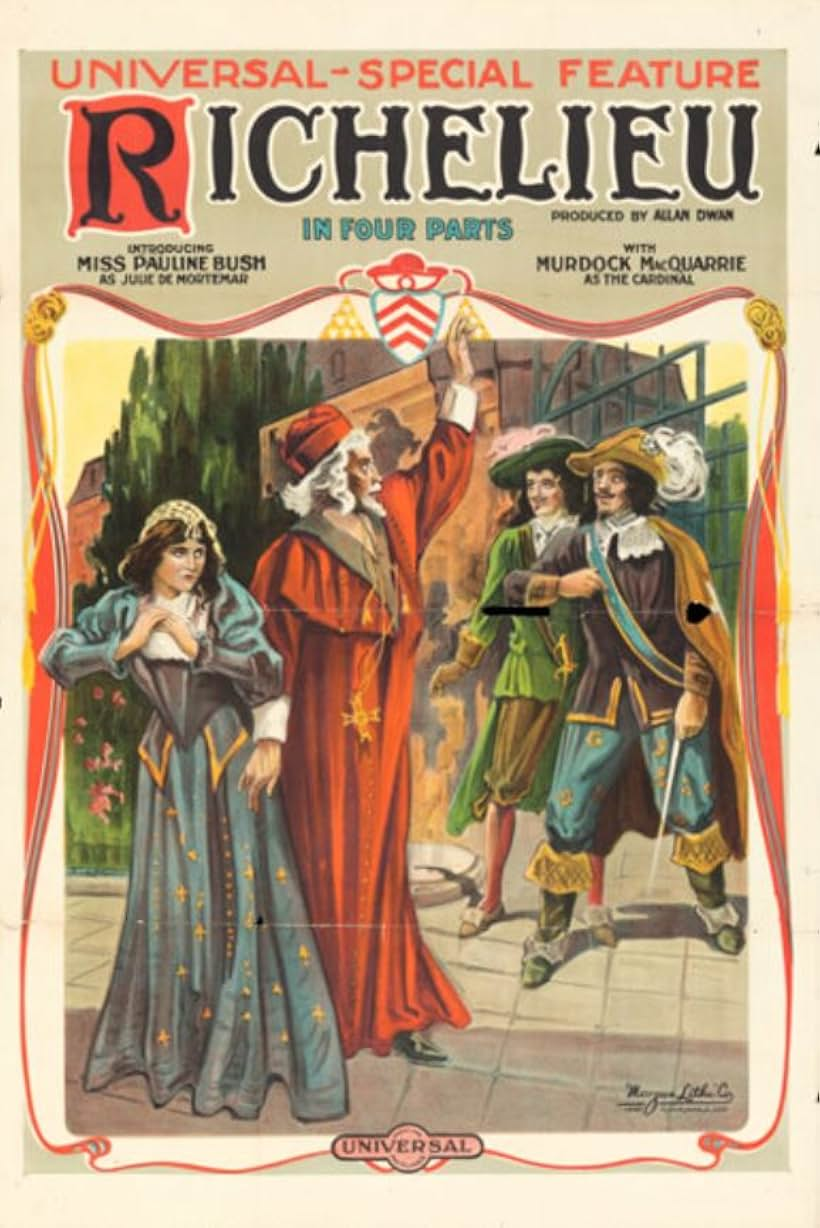
Affiche du film.

Pour les articles homonymes, voir Richelieu.
Richelieu est un film américain en quatre parties réalisé par Allan Dwan, basé sur la pièce du même titre de Edward Bulwer-Lytton. Le film est sorti en 1914.

## Fiche technique
- Réalisation : Allan Dwan
- Scénario : Allan Dwan, Edward Bulwer-Lytton
- Distributeur : Universal Pictures
- Durée : 6 bobines, ultérieurement 4 bobines[1].
- Date de sortie : 26 septembre 1914

## Distribution
- Murdock MacQuarrie : Cardinal Richelieu
- William C. Dowlan : Adrien de Mauprat
- Lon Chaney : Baradas
- Pauline Bush : Julie de Mortemar
- James Robert Chandler : Sieur de Beringhen
- Edna Maison : Marion de Lormer
- James Neill : Louis XIII
- Richard Rosson : François
- Edythe Chapman : The Queen
- William Lloyd : Joseph
- Frank Rice : Huget